# はるかなる黄金帝国
『はるかなる黄金帝国』（はるかなるおうごんていこく）は、1980年に旺文社より出版された、インカ帝国の末期を舞台としたやなぎやけいこ原作の児童文学である。第28回産経児童出版文化賞受賞作品。
実質上最後の皇帝であるアタワルパと、彼が最も信頼を寄せた一人の貴族出身の青年の交流を軸に、南米最大の勢力を誇った黄金の国インカが、フランシスコ・ピサロ率いるスペイン人によって侵略されていく様子が描かれて行く。続編に、ビルカバンバの谷に落ち延びた新・インカ帝国のスペイン軍への抵抗を描いた「まぼろしの都のインカたち」がある。

## ストーリー
西暦1500年頃、6月のインティ・ライミの祭りで盛り上がるタワンティン・スーヨ（インカ帝国の正式名称で、「四つの地方から成る世界」の意味）国民達の中で、若い貴族ルーミ、ミカイ夫妻の屋敷前に、一人の赤ん坊が捨てられていた。子供を亡くしたばかりで沈んでいた夫妻は、この新しい家族の誕生を喜び、その男の子に「クシ」（ケチュア語で「喜び」の意味）と名づけ、後に生まれた実の息子ワマン（ケチュア語で「鷲」の意味）、娘チャスカ（ケチュア語で「明けの明星」の意味）と同様、愛情を込めて育てた。
やがてクシは少年へと成長し、タワンティン・スーヨの学校とでもいうべき、ヤチャイワシへと通う事になる。そこで皇帝ワイナ・カパックの第２皇子（史実では第3皇子だが、本作では第1皇子の存在は省かれている）、アタワルパと出会い、やがて二人の間には友情が生まれて行く。
一方チャスカは、幼少期に偶然クシと自分達が本当の兄妹ではない事を知ってしまう。ショックを受けながらも、誰にも言わないようにしようと誓うチャスカだったが、成長するとともに兄と思わなければならないはずのクシに対して、いつしか恋心を抱くようになっていた。一方クシも、チャスカよりかなり遅れて自分がルーミ一家の本当の息子ではないと知ってしまう。それを誰にも言わず自分の胸に閉まってきたクシだが、チャスカの事を兄としての愛情ではなく一人の女として愛するようになってしまった。
やがてチャスカの元に縁談が舞い込む。悩むクシはその気持ちを紛らわすために危険な伝令の仕事を好んで志願するようになるが、アタワルパはそんなクシに容赦ない叱咤を浴びせ、チャスカを自分のものにしてみせろ、と言う。アタワルパの厳しい激励を受け、ついに決心したクシはチャスカに想いを打ち明け、チャスカも自分の想いを打ち明ける。お互いが既に自分達が本当の兄妹でないと知っていた事が分かった以上、二人の愛を阻むものはもはや無くなり、二人は結婚する。
皇帝ワイナ・カパックが死去して、次の皇帝にはアタワルパの兄ワスカルが即位する。クシとチャスカは貴族の身分を捨てて農民としての生活を選ぶ。やがて二人の間に男の子が生まれ、クシによりチェハン（ケチュア語で「真実」の意味）と名づけられた。
一方新皇帝ワスカルとアタワルパとの仲が決裂し、両者はついに武力衝突、激戦の末アタワルパ軍が勝ちを収め、第13代タワンティンスーヨ皇帝にアタワルパが即位した。
しかしそれからまもなく、農民として暮らしていたクシの元に、ワマンからアタワルパが「ひげの生えた白い人間達」に捕らえられたとの知らせが届いた。
アタワルパがワマンを呼び、「クシに会いたい、頼む、クシを連れて来てくれ」と頼んだ。命令ではなく、頼んだというアタワルパの言動に衝撃を受けたクシは、農民用の粗末な耳飾りから再び貴族用の立派な耳飾りに付け替え、宮廷へと向かう・・・

## 登場人物
クシ
主人公
アタワルパ
史実のアタワルパについてはリンク先を参照
ルーミ
ミカイ
ワマン
チャスカ
ワスカル
史実のワスカルについてはリンク先を参照
リョケ
フランシスコ・ピサロ
史実のピサロについてはリンク先を参照
チェハン
クシとチャスカの息子。名前はケチュア語で「真実」を意味する。「誰にでも「真実」を言える人間になってほしい」という願いを込めてクシが名付けた。
続編「まぼろしの都のインカたち」の主人公。

## まぼろしの都のインカたち
1982年に出版された、「はるかなる黄金帝国」の続編。主人公は前作の主人公クシの息子チェハンで、次々に代替わりする皇帝に仕える彼の視点を通して、新・インカ帝国のクスコ奪還作戦、そして最終的に、皇帝トパック・アマルーの処刑をもって、完全に帝国が滅亡するまでを描いている。ただし、トパック・アマルーの皇子はチェハン達によって保護され、皇帝の血筋だけは残す事に成功して物語は終わっている。

### ストーリー
皇帝アタワルパがスペイン人の手により処刑されて８年。フランシスコ・ピサロが同じスペイン人によって暗殺されてから１年。丘の上から、かつてのインカの都から次第にスペイン風の町並みに変わって行くクスコの町を見つめる一人の農民の少年の姿があった。
その少年チェハンに、背後から声を掛け近づいて来た男はワマン、チェハンの叔父である。
ワマンは、ビルカバンバの「まぼろしの都」に落ち延びた皇帝に仕え、クスコとビルカバンバを往復する任務を負っていたが、チェハンの成人式が近づいてきた事もあり、彼の父クシが元々貴族であったため、チェハンも貴族として成人させたいと考えて、チェハンと、母チャスカの考えを聞きに来たのだった。
チェハンとチャスカは承諾し、チェハンはワマンに連れられてビルカバンバまで旅立つ・・・
ビルカバンバの都で皇帝マンゴ二世に謁見したチェハンは、その人となりにたちまち魅せられて、心から皇帝にお仕えしたいと願った。その日彼は庭で遊んでいた優しい少年と出会う。チェハンと少年はたちまち打ち解けるが、実はその少年はマンゴ二世の皇子サイリ・トパックであった。
皇帝にはサイリ・トパックの他にティトゥ・クシという皇子がいたが、彼はクスコでスペイン人の監視下の下、軟禁状態にあった。ワマンは皇帝の為にティトゥ・クシを奪還するためクスコへ向かう。実はティトゥ・クシが軟禁されている家はかつてのクシ、ワマン、チャスカ達が子供時代を過ごした屋敷だった。首尾よくティトゥ・クシを奪還する事には成功したが、ワマンはスペイン人の銃の前に倒れ、命を落とす。
その後、チェハンは成長し、マンゴ二世、サイリ・トパック、ティトゥ・クシ、トパック・アマルーと、歴代の皇帝に仕える。その間、チェハンはコイユール、ピリンクの姉弟と出会い、クスコから母チャスカも呼び寄せて一緒に暮らすようになる。やがて、チェハンとコイユールの間に愛が生まれ、二人は結婚し、子供も産まれる。
皇帝達は皆かつての首都クスコを奪還せんと兵力を集めるが、いつもあと一歩のところで計画は頓挫してしまうのだった。マンゴ二世は助けたスペイン人によって暗殺され、サイリ・トパック、ティトゥ・クシは、書類上の事とはいえスペイン王フェリペ二世の臣下になるという屈辱も味わった。ティトゥ・クシの代では、クスコ奪還のために目標とした兵力には達したのだが、スペイン側の兵力はそれ以上に強大になってしまっていた。また、当のインカ族にしても、ビルカバンバの民や兵はともかく、肝心のクスコの民たちがなし崩し的にスペイン人の支配を受け入れてしまっていた事、またかつての被征服部族の中には、再びインカ族の支配を受ける事を望まず非協力な立場を取る者も多く、この事もクスコ奪還を一層困難なものにしてしまっていた。
そして、ティトゥ・クシの死をきっかけに、スペイン軍は本格的にビルカバンバに向け侵攻を開始した。白兵戦では一時的に優位に立つインカ軍だが、数で勝るスペイン軍と銃の前に次第に追い詰められて行き、ついにはチェハンの義弟ピリンクも戦死する。
敗色濃厚となり、ついに皇帝トパック・アマルーはビルカバンバを放棄、斥候として一人ビルカバンバに残ったチェハンは、ビルカバンバになだれ込むスペイン兵達の姿を目の当たりにする。
その足で皇帝と合流したチェハン、皇帝が身を隠せる地を確保するため別行動を取るが、合流したコイユールの口からついに皇帝が捕らわれてしまったと知らせを受ける。彼女の胸にはまだ赤ん坊である皇帝の皇子が抱かれていた。王妃から、皇子だけは何としても守るよう託されたのだった。
やがて、チェハン一家が身を寄せる村に、皇帝がついに処刑されるという話が伝わり、チェハンは奪還に一縷の望みをかけて、コイユール、チャスカ、子供たちと分かれて一人クスコへ向かう。だが既に皇帝の処刑の準備は整い、もはやどうする事もできなかった。処刑場には何万ものインカ族の民が集まり、トパック・アマルーが処刑台に立つと民衆の嘆きは一層大きくなった。だが、そんな民達に対して、皇帝が無言で手を挙げると、騒ぎは一斉に収まり、辺りを静寂が支配した。
そして、皇帝に対して刃が振り下ろされ、その瞬間を見届けたチェハンの心からも何かが切れた。
これまでの自分の人生、歴代の皇帝に仕えた生活を思い出し、自分の今までの人生は何だったのか自問しながら村に向かうチェハン、そんな彼の前に現れたのは一人で険しい山道を越えて迎えに来たコイユールだった。二人で村へ向かいながら、チェハンの心にはある決意が生まれていた。途中で休息を取りながらチェハンはコイユールにその決意を告げた。
「皇子様を、俺たちの子としてお育てしよう。」

### 登場人物
チェハン
ワマン
チャスカ
コイユール
ピリンク
ワチ
ワヤパック
コリ・チュキ
ヴィクトリオ
マンゴ二世
タワンティン・スーヨ第15代皇帝。前作には登場しないが、11代皇帝ワイナ・カパックの皇子であり、12代皇帝ワスカル、13代皇帝アタワルパ、14代皇帝トパ・ワルパ（本作プロローグに名前のみ登場）の弟にあたる。
サイリ・トパック
ティトゥ・クシ
マンゴ二世の第二皇子。幼い頃からスペイン人とともにクスコで暮らしていたが、ワマンの犠牲と引き換えに奪還される。スペイン人の中で長く過ごしてきたため、興奮するとスペイン語で話す癖がある。性格的には、叔父にあたる前作のアタワルパに通じる。
トパック・アマルー
マンゴ二世の第三皇子でタワンティンスーヨ最後の皇帝。